# Балясне (Миргородський район)
Баля́сне — село в Україні, в Петрівсько-Роменській сільській громаді Миргородського району Полтавської області. Населення становить 4 осіб. Орган місцевого самоврядування — Петрівсько-Роменська сільська рада.
Після ліквідації Гадяцького району у липні 2020 року увійшло до Миргородського району.

## Географія
Село Балясне розташоване на березі річки Хорол, нижче за течією на відстані 2 км по прямій розташоване село Петрівка-Роменська, нижче за течією на відстані 5 км розташоване село Ручки.
По селу тече струмок, що пересихає із заґатою.

## Населення

### Мова
Розподіл населення за рідною мовою за даними перепису 2001 року:
| Мова       | Кількість | Відсоток |
| ---------- | --------- | -------- |
| українська | 4         | 100%     |

## Історія
- За даними на 1859 рік на козачому хуторі Гадяцького повіту Полтавської губернії, мешкала 21 осіба (10 чоловічої статі та 11 — жіночої), налічувалось 3 дворових господарства[3].
- Село постраждало внаслідок геноциду українського народу, проведеного окупаційним урядом СРСР 1923-1933 та 1946-1947 роках.